# 木村小左衛門
木村 小左衛門（きむら こざえもん、1888年2月2日 - 1952年2月28日）は、日本の実業家、政治家。衆議院議員。初名吉郎。多額納税者・木村義三郎の次男。

## 人物
地方実業界の重鎮として多年活躍したが、1924年衆議院議員に当選以来、中央政界で活動した。若槻禮次郎（元首相）との関係極めて密であった。総理大臣秘書官、大蔵大臣秘書官等を経て農林大臣、内務大臣、国務大臣建設院総裁（初代、後の建設大臣）、国務大臣地方自治庁長官等を歴任した。

## 経歴
島根県大原郡大東町（現在の雲南市）に生まれる。
松江中学（現島根県立松江北高等学校）、早稲田大学に学ぶ。郡会議員・郡会議長を経て1924年の第15回衆議院議員総選挙に故郷の島根県から憲政会公認で初当選。
若槻禮次郎の側近として知られ、憲政会・民政党時代には若槻には内相秘書官・首相秘書官として仕え、その後も蔵相秘書官・拓務参与官等を歴任した。戦後は第1次吉田内閣では農林大臣（現在の農林水産大臣）、片山内閣では日本最後の内務大臣（1947年6月1日-12月31日）・初代建設院総裁（後の建設大臣、1948年1月1日-3月10日）、第3次吉田内閣では地方財政委員会委員長・地方自治庁長官を務めた。
片山内閣で内務大臣だった木村は内務省を存続させようと奔走し、1947年6月2日には、第一に新たな地方自治制度を育成するため、第二に治安を維持する警察を統轄するため、第三に選挙を主管するため、という三つの理由をあげて内務省を存続させる必要性を強調していた。
連合国軍最高司令官総司令部（GHQ）は、内務省を「官僚の大本営」だとして強く批判していたが、木村はなお内務省の存続を主張し続けており、1947年6月14日には、地方庁や各省へ権限を委譲することはあっても、「内務省それじたいとしても存在の価値はあるのであるから、たとえ名称が変るにせよ、地方自治体の育成に専念する一省の存置されることは必要である」と強調していた。
内務官僚の意思を代弁する木村の要求を受けて片山内閣は1947年6月20日に内務省官制改正案を閣議決定し、内務省の解体ではなく、省名を「民政省」に改正することでお茶を濁そうとしたが、GHQの強硬姿勢や、世論の批判、今まで内務省の圧力に押されがちだった他省がこれを機会に内務省の権限を奪取しようと動いたことにより、一週間後の1947年6月27日、片山内閣は態度を急変させ、内務省の全面解体案を決定した。
戦後進歩党・民主党に所属していた時は両党を戦前の民政党の流れを受け継ぐ政党と位置づけ、犬養健が民主党の総裁に就任することに反対したことで知られている。民主党の分裂の際には一旦連立派に所属したものの民主自由党との合同には参加せず民主党野党派や国民協同党とともに国民民主党の結成に参加した。死亡する20日前に改進党の結成に参加した。

## 系譜

### 家系
木村家は武将木村重成の末裔とされる。猪野三郎監修『第十版 大衆人事録』（昭和9年）キ一五頁に｢当家は島根縣に於ける豪家にして木村長門守重成より出づ。先代義三郎は多額納税貴族院議員たり。君は其二男。｣とあるが、父義三郎が貴族院多額納税者議員との記述は誤り。

### 家族・親族
- 母・タツ（島根県、園山七郎右衛門の長女）
- 妹・清（鳥取県士族多額納税者の庄司廉に嫁す[4]）[5]
- 妻・波江（島根県、秦荘右衛門の妹）
- 長女、二女、三女